# Talsperre Meimoa
Die Talsperre Meimoa (portugiesisch Barragem da Meimoa) liegt in der Region Mitte Portugals im Distrikt Castelo Branco. Sie staut den Meimoa, einen linken (südlichen) Nebenfluss des Zêzere zu einem Stausee (port. Albufeira da Barragem da Meimoa) auf. Die namensgebende Gemeinde Meimoa befindet sich ungefähr drei Kilometer südwestlich der Talsperre.
Mit dem Projekt zur Errichtung der Talsperre wurde im Jahre 1978 begonnen. Der Bau wurde 1985 fertiggestellt. Die Talsperre dient neben der Bewässerung auch der Trinkwasserversorgung. Sie ist im Besitz von INAG und Associação de Regantes e Beneficiários da Cova da Beira.

## Absperrbauwerk
Das Absperrbauwerk ist ein Staudamm mit einer Höhe von 56 m über der Gründungssohle (50 m über dem Flussbett). Die Dammkrone liegt auf einer Höhe von 571,5 m über dem Meeresspiegel. Die Länge der Dammkrone beträgt 656 m und ihre Breite 10 m. Das Volumen des Staudamms umfasst 2,5 Mio. m³.
Der Staudamm verfügt sowohl über einen Grundablass als auch über eine Hochwasserentlastung. Über den Grundablass können maximal 11 m³/s abgeleitet werden, über die Hochwasserentlastung maximal 124 m³/s. Das Bemessungshochwasser liegt bei 228 m³/s; die Wahrscheinlichkeit für das Auftreten dieses Ereignisses wurde mit einmal in 1.000 Jahren bestimmt.

## Stausee
Beim normalen Stauziel von 568,5 m (maximal 568,99 m bei Hochwasser) erstreckt sich der Stausee über eine Fläche von rund 2,22 km² und fasst 40,9 Mio. m³ Wasser – davon können 27 Mio. m³ genutzt werden. Das minimale Stauziel liegt bei 547 m.